# さかしき人にみるこころ
『さかしき人にみるこころ』（さかしきひとにみるこころ）は、2008年5月30日にlightより発売された日本の18禁恋愛アドベンチャーゲーム。略称はさかここ。

## 概要
lightの低価格シリーズの作品で、美少女ゲームアワード2008のロープライス賞において金賞を受賞した。追加生産された際には感謝キャンペーンとして、価格据え置きのまま同じ低価格シリーズの作品である『しょぱん!』が同梱された2in1パッケージが発売された。
ジャンルであるクールビューティーペダンチック恋愛ADVのペダンチックとは「学者ぶった、知識をひけらかす」といった意味があり、そのジャンルの名前の通り本編では一重と亜利美が知識を競いうんちく合戦をする場面がある。
2009年5月29日に『さかここ』シリーズ第2弾で本作のサブキャラクターである純紀子をヒロインとしたスピンオフ作品である『どんちゃんがきゅ〜』が発売された他、2010年8月27日にシリーズ第3弾で純真路乃をヒロインとした『まじのコンプレックス』と本作も含む『さかここ』シリーズ全作品を収録した『神様のりんご』が発売された。

## ストーリー
勾坂一重は学校の図書室で面識のない女子生徒、真柄亜利美から理由も分からず突然「嫌い」と宣言される。人に嫌われることを何よりも恐れ、猫をかぶり人に好かれる優等生を演じてきた一重にとってその事態は我慢が出来ず、ボランティアで図書委員の仕事を手伝うなど、亜利美に対して様々なアプローチをするようになり、やがて2人はその知識を競うようになる。

## 登場人物
勾坂 一重（こうさか かずしげ）
声 - 無し
本作の主人公。3年生。ファッションモデルの姉がいる。
すらりと背の高いイケメン。実は幼少期より、人に嫌われることに恐怖を抱いており八方美人で、小学校時代についたあだ名は『EKC（ええかっこしい）』。そのあだ名にトラウマをもっており、中学校時代に東京に引っ越してからは、イメージチェンジを図り正体がばれないより完全なエエカッコシイになろうとしている。
真柄 亜利美（まがら ありみ）
声 - 青山ゆかり
本作のヒロイン。3年生。図書委員。越前市出身で、学園に通うために親元を離れ一人暮らしをしている。
チタンフレームの眼鏡を使用しており、知的でありながらも近寄りがたい雰囲気を醸し出している。かなりの着痩せ体質で、脱いだらすごい。
純 紀子（すみ のりこ）
声 - まきいづみ
真路乃の姉の3年生で、亜利美の友人。あだ名は『どんちゃん』。おっとりとした性格で天然ボケではあるが、人間としては出来ている。次回作である『どんちゃんがきゅ〜』ではヒロインを務める。
純 真路乃（すみ まじの）
声 - 木村あやか
紀子の妹で1年生。姉とは対照的にしっかりとしてかつ暴力的な性格をしており、姉の保護者を自任しているが精神的には姉に依存している。シリーズ三作目の『まじのコンプレックス』ではヒロインを務める。

## スタッフ
- シナリオ：嘘屋佐々木酒人
- 原画：AKINOKO
- 音楽：樋口秀樹

## 主題歌
オープニングテーマ「ゴールドバッハの恋愛予想」
作詞・作曲：樋口秀樹 / 歌：WHITE-LIPS

## 関連商品
主題歌&ドラマCD
- ゴールドバッハの恋愛予想＋
  - 発売日：2008年12月28日
  - JANコード：4529904000719
  - OP主題歌である『ゴールドバッハの恋愛予想』のフルバージョンとカラオケバージョンの他に、真柄亜利美が延々と説教をたれるドラマ『そこにお座りなさい』が収録されている。